# Pojkarna från Brasilien
Pojkarna från Brasilien (original The Boys from Brazil) är en bok skriven av Ira Levin, som även filmatiserats under samma namn. I boken får en judisk nazistjägare - baserad på verklighetens Simon Wiesenthal - kännedom om att Adolf Hitler har 94 kloner, på olika platser i världen. Kloningen skedde i Brasilien. Då boken utspelar sig håller den nazistiska Kameradorganisationen på att mörda Hitlerklonernas adoptivfäder, emedan sönerna är lika gamla som Hitler själv var då hans far dog. Meningen är att Hitlerklonerna skall utvecklas till framtida ledare i det Fjärde riket. Den som lett kloningsexperimenten är "dödsängeln" från Auschwitz, doktor Josef Mengele.